# Sophronica abyssiniensis
Sophronica abyssiniensis là một loài bọ cánh cứng trong họ Cerambycidae.